# Neuradaceae
Neuradaceae, malena porodica jednogodišnjeg raslinja, rjeđe trajnica, smještena u red Sljezolike. Opisana je još 1835 godine, a nju su uključena tri roda sa 7 vrsta raširena od Afrike, pa kroz južnu Aziju sve do Indije.

## Rodovi
1. Neurada L. (1 sp.)
2. Grielum L. (4 spp.)
3. Neuradopsis Bremek. & Oberm. (2 spp.)